# Lijst van burgemeesters van Lonneker
Dit is een lijst van burgemeesters van de voormalige Nederlandse gemeente Lonneker in de provincie Overijssel. De gemeente heeft bestaan vanaf 1811 en is in 1934 opgegaan in de gemeente Enschede.
| Ambtsperiode | Naam burgemeester                                         | Partij of stroming | Bijzonderheden                             |
| ------------ | --------------------------------------------------------- | ------------------ | ------------------------------------------ |
| 1811 - 1812  | Othmar ten Cate (1757-1815)                               |                    | werd vrederechter te Enschede              |
| 1812         | Willem Philip Carel Greve (1768-1833)                     |                    | waarnemend was al adjunct-maire            |
| 1812-1818    | Joan Theodoor Christiaan Thummius (1766-1818)             |                    |                                            |
| 1818-1833    | Willem Philip Carel Greve                                 |                    |                                            |
| 1834-1852    | Jan Matthijs Greve (1796-1860)                            |                    |                                            |
| 1852-1859    | Willem Philip Carel Pennink (1823-1859)                   |                    |                                            |
| 1859-1893    | Adolf Willem Storm van 's Gravesande (1817-1893)          |                    | eerste burgemeester van kleur in Nederland |
| 1893-1905    | Eduard Jacobs (1855-1921)                                 |                    | werd burgemeester van Stad Almelo          |
| 1906-1930    | Meinardus Albertus Hendrikus Martinus Stroink (1865-1930) |                    | was burgemeester van Oldemarkt             |
| 1930-1934    | J.G. Manssen                                              |                    |                                            |